# Journal of the American Bamboo Society
Journal of the American Bamboo Society (abreviado J. Amer. Bamboo Soc.) es una revista con ilustraciones y descripciones botánicas que es editada en Estados Unidos desde el año 1980.